# Bokkebosje
Het Bokkebosje (Limburgs: Bokkeböschje) is een heuvel in de gemeente Vaals in Nederlands Zuid-Limburg. De heuvel ligt ten zuiden van Vaals, ten noordoosten van Wolfhaag en ten noordwesten van de Vaalserberg. Hij is een uitloper van de Vaalserberg, maar wordt door een laagte in de rug van de Vaalserberg gescheiden. Over deze laagte loopt de Gemmenicherweg. Vanaf de heuvel kijkend in zuidoostelijke richting ziet men Huis de Wilgen tegen de rand van het Preusbos op helling van de Vaalserberg liggen.
Ten noorden en westen van de heuvel ligt de laagte van het Selzerbeekdal.
De steile heuvel wordt niet door bomen begroeid, behalve op de top, waar een klein groepje bomen staat en deze heuvel tot een markant punt in het landschap maakt.

## Geschiedenis
In de tijd van Karel de Grote werd er op de heuvel recht gesproken.